# Alastair McCorquodale
Alastair McCorquodale (* 5. Dezember 1925 in Hillhead, Glasgow; † 27. Februar 2009 in Grantham) war ein britischer Sprinter.
Als Spross einer schottischen Verlegerfamilie ging Alastair McCorquodale in Harrow auf ein Internat. 1947 begann er seine kurze Karriere als Leichtathlet mit dem Sieg über 100 Yards bei den Militärmeisterschaften, bei den Landesmeisterschaften belegte er den fünften Platz. 1948 wurde er britischer Vizemeister über 100 Yards und Meister über 220 Yards. Bei den Olympischen Spielen in London wurde er im 100-Meter-Lauf hinter den US-Amerikanern Harrison Dillard und Barney Ewell und dem Panamaer Lloyd LaBeach Vierter (mit der inoffiziellen Zeit von 10,7 Sekunden). Über 200 Meter verpasste McCorquodale das Finale knapp. Im Staffelfinale siegten die US-Amerikaner in 40,6 Sekunden, dahinter erhielten die Briten in 41,3 Sekunden die Silbermedaille. Nach den Olympischen Spielen beendete McCorquodale seine Leichtathletik-Karriere.
Von 1948 bis 1951 wirkte McCorquodale in fünf First-Class Cricketspielen für den Marylebone Cricket Club (MCC), die Free Foresters und den Middlesex County Cricket Club als linkshändiger Schlagmann und rechtshändiger Fast Bowler mit. In der Saison 1951–52 nahm er an der MCC-Tour nach Kanada teil. McCorquodale übernahm später den Verlag seiner Familie und war verlegerisch verantwortlich für das Jahrbuch Whitaker's Almanack.
Alastair McCorquodale war 1,83 m groß und wog in seiner aktiven Zeit 78 kg.